# Ine Marie Wilmann
Ine Marie Wilmann (18 februari 1985) is een Noorse actrice. 

## Biografie
In 2011 studeerde Wilmann af aan de Statens teaterhøgskole. Daarna was de Noorse actief voor onder meer Den Nationale Scene in Bergen en het Riksteatret in Oslo. In 2015 ontving ze de Amandaprisen en een aan het Kosmorama Trondheim International Film Festival gelieerde Kanonprisen voor haar rol in de film De nærmeste (Homesick). Een jaar later kreeg de actrice een Gullruten voor haar acteerwerk in de televisieserie Det tredje øyet (The Third Eye). Op het Internationaal filmfestival van Berlijn in 2019 werd Wilmann uitgeroepen tot Shooting Star. Datzelfde jaar was ze opnieuw genomineerd voor de Amandaprisen. Ditmaal met haar optreden in de film Sonja. In 2023 won Wilmann een Amandaprisen voor haar bijrol in Krigsseileren. In 2024 was ze voor dezelfde rol genomineerd voor een Gullruten.

## Filmografie (selectie)
| Jaar        | Titel                           | Rol            | Type productie | Opmerkingen     |
| ----------- | ------------------------------- | -------------- | -------------- | --------------- |
| 2014 - 2016 | Det tredje øyet (The Third Eye) | Vårin          | Televisieserie | 19 afleveringen |
| 2015        | De nærmeste (Homesick)          | Charlotte      | Film           |                 |
| 2018        | Sonja: The White Swan           | Sonja Henie    | Film           |                 |
| 2017 - 2019 | ZombieLars                      | Erle           | Televisieserie | 14 afleveringen |
| 2019 - 2023 | Exit                            | Celine Bergvik | Televisieserie | 20 afleveringen |
| 2021 - 2023 | Furia (Fury)                    | Ragna          | Televisieserie | 14 afleveringen |
| 2022        | Krigsseileren                   | Cecilia        | Film           |                 |
| 2022        | Troll                           | Nora Tidemann  | Film           |                 |

- Bibsys: 15025079
- Gemeinsame Normdatei: 1078000859
- International Standard Name Identifier: 0000 0004 5802 6027
- Library of Congress Control Number: no2016129546
- MusicBrainz: 0382cb77-fcdf-4137-b20c-00913dbf1aab
- Nederlandse Thesaurus van Auteursnamen: 434450669
- Virtual International Authority File: 73144782942263163100
- WorldCat: E39PCjrGyhVcKHkGJXt9vXVTtq